# Хисинген
Хисинген (швед. Hisingen) — остров в проливе Каттегат, пятый по величине (после Готланда, Эланда, Седертёрна и Уруста), площадью 199 км², и второй по количеству населения остров Швеции. Является частью Гётеборга, граничит с реками Гёта-Эльв на юге и востоке и Нордре-Эльв на севере, а также проливом Каттегатом на западе. Северная часть Гётеборга с его портами, промышленными предприятиями и пригородами расположена на острове, который разделён между двумя историческими провинциями — Вестергётландом и Бохусленом.
Население острова составляет около 130 000 человек, что делает его самым густонаселенным островом Швеции, опережающим Сёдермальм и Готланд.
В течение короткого послевоенного периода Хисинген был домом для крупнейшего судостроительного центра в мире, но все три верфи закрылись в 1979 году. На Хисингене находятся заводы и офисы Volvo Group и Volvo Cars, а также аэропорт Гётеборг-Сити.

## Этимология
Этимология названия Hisingen оспаривается. Hísing впервые появляется в исландских источниках XIII века; Хисинген датируется 1399 годом.
Основное значение приставки His- — «расщеплять, отрезать», и его можно найти в топонимах Hisøy и Hisön. Следовательно, название можно интерпретировать как «отрезанный от материка остров».

## История
Наскальные рисунки (наскальная живопись Тумлехеда) и остатки древних поселений доказывают, что Хисинген был заселён в 9000 году до нашей эры.
Именно на Хисингене возник первый город с названием Гётеборг. Он был основан королём Карлом IX в 1603 году на северном берегу реки Гёта-Эльв, в районе Фарьенас. Населяли его в основном голландские купцы, которых побудили поселиться здесь благоприятные экономические условия. Однако город был полностью разрушен датчанами в 1611 году во время Кальмарской войны.
До 1658 года, когда он был передан Швеции от Дании-Норвегии по Роскилльскому договору, остров был разделён на шведскую и норвежскую части.
Остров в основном был полон сельскохозяйственными угодьями до XIX века, когда началась индустриализация, и здесь начали работать такие компании, как Arendalsvarvet, Eriksberg, Götaverken и Lindholmen. На протяжении большей части XX века, до кризиса верфи в 1970-х годах, остров был центром шведского судостроения.
Производитель автомобилей Volvo берёт свое начало в Хисингене; именно там был расположен их первый завод, а в 1927 году был выпущен первый автомобиль, Volvo ÖV 4. Сегодня у компании по-прежнему есть главный офис и производственные мощности на острове. Музей Volvo также расположен неподалеку.

## География

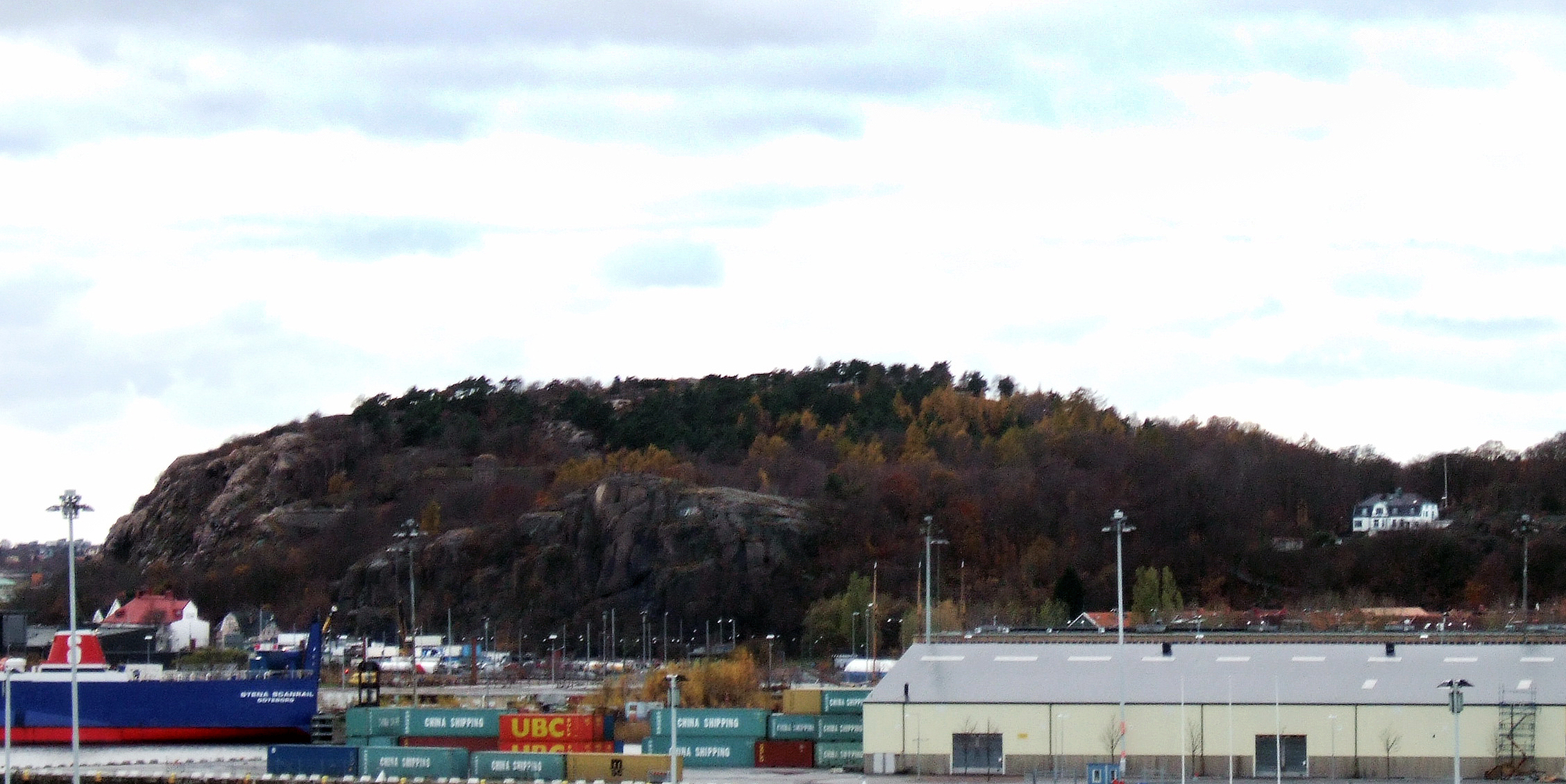
Вид на Рамбергет с моста Гета-Эльв.

Хисинген окружён реками Гёта-Эльв на севере и Нордре-Эльв на юге и западе, а также проливом Каттегат с восточной стороны. Входит в состов лёна Вестра-Гёталанд и муниципалитета Гётеборг.
На острове расположено 13 населённых пунктов, среди которых город Гётеборг. Крупные парки: Хисингспаркен и С. А. Хедлундс. Наивысшая точка: гора Рамбергет.